# إدوين هيدبيرغ
إدوين هيدبيرغ (بالسويدية: Edwin Hedberg)‏ هو لاعب هوكي الجليد سويدي، ولد في 29 يناير 1994 في ميديلين في كولومبيا.

## وصلات خارجية
- ادوين هيدبيرغ على موقع EliteProspects.com (الإنجليزية)
- ادوين هيدبيرغ على موقع Eurohockey.com (الإنجليزية)
- ادوين هيدبيرغ على موقع HockeyDB.com (الإنجليزية)